# Miodrag Ješić
Miodrag Ješić (Osecenica, 30 novembre 1958 – Ruma, 8 dicembre 2022) è stato un calciatore e allenatore di calcio serbo, di ruolo centrocampista.

## Carriera

### Nazionale
Esordisce il 17 novembre 1982 contro la Bulgaria (0-1).

## Palmarès

### Calciatore

#### Club

##### Competizioni nazionali
- Campionato jugoslavo: 3

Partizan: 1975-1976, 1977-1978, 1982-1983

### Allenatore

#### Club

##### Competizioni nazionali
- Coppa di Bulgaria: 1

Litex Lovech: 2007-2008

#### Competizioni internazionali
- Champions League araba: 1

Sfaxien: 2000